# Aenictus philiporum
Aenictus philiporum é uma espécie de formiga do gênero Aenictus.